# Jempol

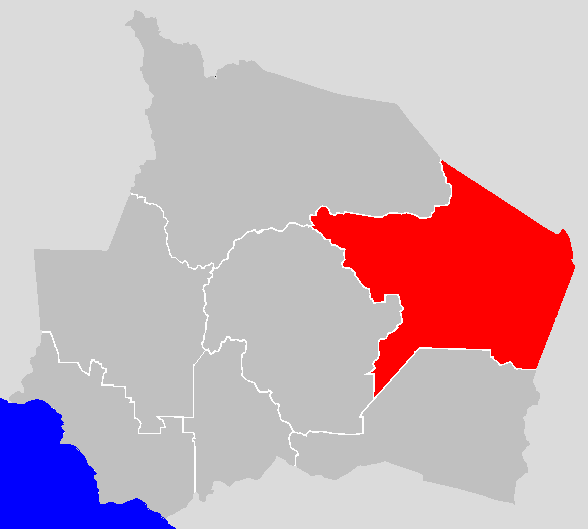
Le district de Jempol dans Negeri Sembilan

Jempol est le district le plus vaste dans l’état malaisien de Negeri Sembilan. Le district partage une frontière avec l’état malaisien de Pahang au nord-est. Les villes principales de Jempol sont Bandar Seri Jempol et Bahau.

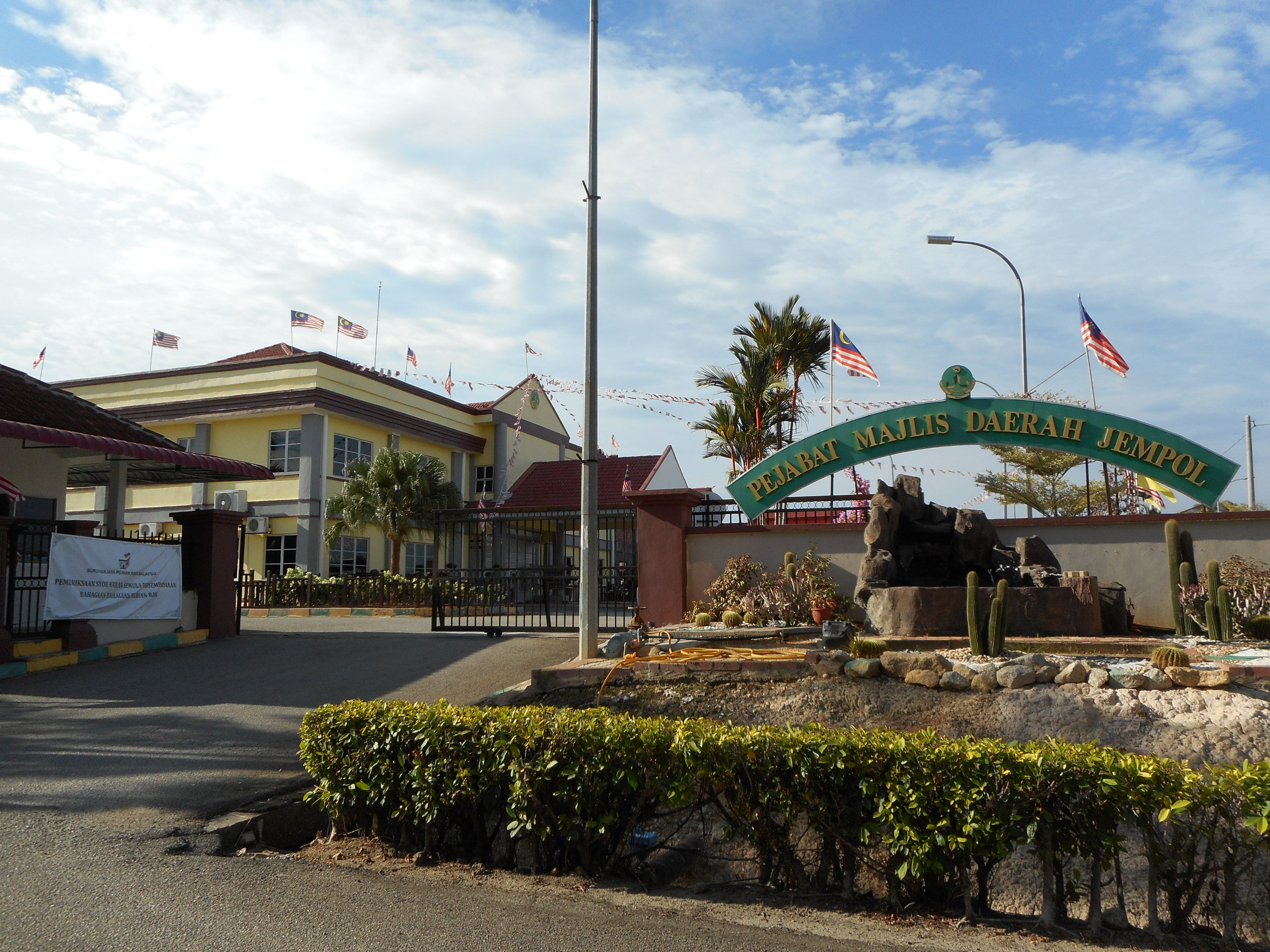
Conseil du district de Jempol, Jempol, Negeri Sembilan, Malaisie

On trouve aussi au Jempol le point de rencontre des fleuves Muar et Serting. Ce point de rencontre a joué un rôle important pour le transport de l’eau autrefois. Historiquement connu comme « Desa Penarikan », Jempol reliait des postes d’apprivisionnement du côté occidental de la Malaisie péninsulaire au côté oriental et inversement.